# Ichkhanik Soumbatichvili
Ichkhanik Soumbatichvili (en géorgien : იშხანიკ სუმბათიშვილი ; mort en 951) est un monarque du royaume géorgien d'Héréthie du Xe siècle. Membre de la dynastie des Soumbatichvili, fondée par son père Adarnassé comme la branche aînée d'une puissante famille transcaucasienne, il succède à son père en 943 et règne conjointement avec sa mère, Dinar Bagration. C'est avec elle qu'Ichkhanik sort l'Héréthie de l'influence monophysite de l'Arménie et convertit son royaume à l'orthodoxie géorgienne. Son règne de huit ans est marqué par un rapprochement diplomatique vers la dynastie géorgienne des Bagrations et une invasion par les Salarides musulmans, qui vassalisent l'Héréthie avant sa libération vers 949. Certains voient dans Ichkhanik l'« Aboulal » qui administre la région au nom de Bagrat III de Géorgie en 1010.

## Biographie

### Règne

#### Avènement et conversion

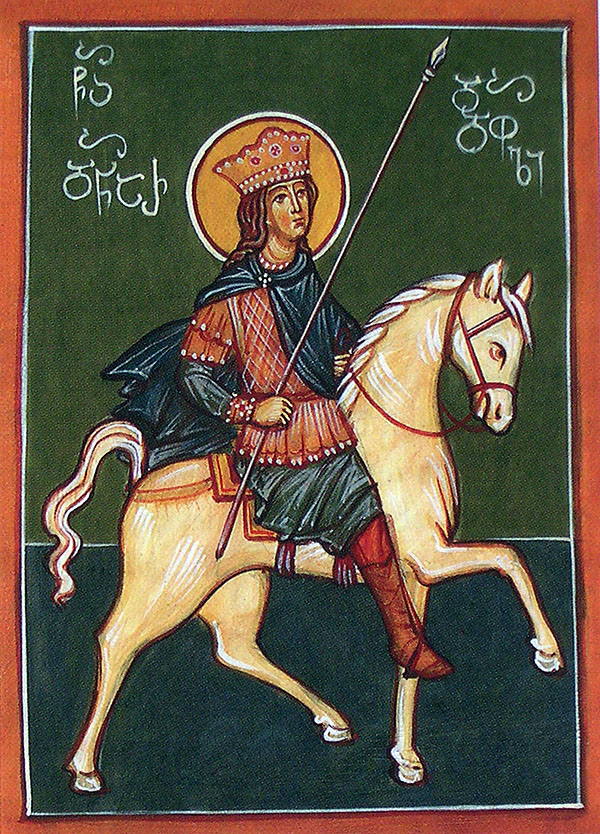
La reine Dinar, canonisée pour avoir convertit l'Héréthie.

Ichkhanik Soumbatichvili est le seul enfant connu d'Adarnassé et de la reine Dinar Bagration. Son père est le premier monarque du royaume d'Héréthie, qu'il fonde en 897 des ruines de la puissante principauté aghbano-arménienne d'Arran, tandis que sa mère est la fille du duc Adarnassé VII de Tao et une représentante de la puissante dynastie géorgienne des Bagrations. L'historien britannique Donald Rayfield théorise qu'Ichkhanik n'est non pas le fils d'Adarnassé, mais son frère, faisant de lui un fils cadet du prince Grigor Hamam. Ichkhanik est baptisé au sein de l'Église albanienne, une Église monophysite alors en conflit avec le monde orthodoxe de Byzance et du reste de la Géorgie.
La politique d'Adarnassé Soumbatichvili, qui est pourtant monophysite, se rapproche progressivement des États géorgiens et du monde byzantin : il reçoit le titre de patricios de la part de Constantinople et épouse la princesse Dinar dans une tentative de s'allier avec le frère de ce dernier, Gourguen II d'Artani. Il est possible que ce rapprochement mène à son assassinat en 943 par le parti pro-arménien de la région, ce qui mène à l'avènement d'Ichkhanik. Ce dernier, encore jeune, est couronné par le catholicos Sahak d'Albanie.
Toutefois, la reine douairière Dinar garde une influence considérable sur son fils. Elle est associée au trône et convertit Ichkhanik au dyophysisme de l'Église orthodoxe géorgienne. Bientôt, le roi est reconnu par le catholicos Michel III d'Ibérie et convertit son royaume à l'orthodoxie géorgienne. Cette décision mène l'écrivain du Xe siècle Georges Mertchoulé à décrire la « Grande Géorgie » comme l'« ensemble des territoires où les messes et prières sont faites en géorgien ».

#### Affaires étrangères
La conversion d'Ichkhanik est non seulement un bouleversement religieux pour l'Héréthie, elle représente également un changement radical de la politique internationale du royaume, quittant la sphère d'influence de l'Arménie pour rejoindre les territoires géorgiens et l'empire byzantin. Durant son règne, Ichkhanik reste proche du duc Adarnassé V d'Ibérie et maintient une balance difficile entre les Bagrations de l'ouest et les Salarides musulmans de l'est. C'est justement les Salarides qui, dans les années 940, annexent Barda, Dvin et Gandja et obligent Ichkhanic de payer un tribut annuel. L'Héréthie parvient à se libérer néanmoins de la domination musulmane quand les Salarides tombent dans un conflit civil aux alentours de 949.
Il est possible qu'Ichkhanik ait reconquis les villes d'Arichi, Gavazi et Ortchobi à l'ouest du royaume, perdues par son père lors de sa guerre contre la Kakhétie et l'Abkhazie dans les années 910. Toutefois, les Chroniques géorgiennes restent obscures sur le sujet et confondent Ichkhanik et son père à de nombreuses reprises.
Ichkhanik Soumbatichvili meurt probablement en 951 et est remplacé par son fils, Jean-Sénéqérim. Ce dernier tombe à nouveau sous l'influence arménienne.

### Ichkhanik et Aboulal?

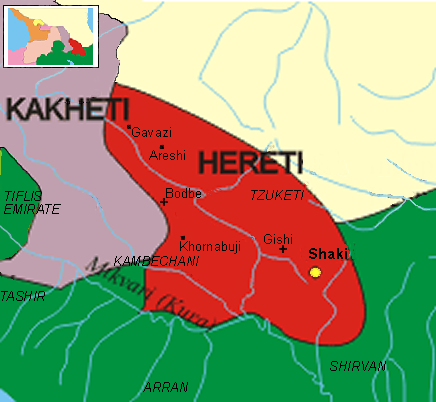
L'Héréthie sous Ichkhanik.

Une inscription sur les ruines d'une église près de la ville géorgienne de Lagodekhi mentionne « le roi Adarnassé, la reine Dinar et le roi Aboulal » comme possesseurs de la région. L'archéologiste Guela Kokiachvili a identifié les deux premiers comme Adarnassé Soumbatichvili et Dinar Bagration, mais l'historiographie géorgienne ne mentionne pas d'Aboulal comme monarque de l'Héréthie au Xe siècle. Selon une certaine interpretation, Aboulal serait le nom arabisé d'Ichkhanik, ce qui reste douteux considérant qu'Ichkhanik est nommé par son nom local par le géographe arabe Ibn Hawqal, son contemporain.
En 1010, soixante ans après le règne d'Ichkhanik, le roi Bagrat III de Géorgie envahit la Kakhétie, dont l'Héréthie est une province depuis les années 960, et installe un certain Aboulal comme gouverneur de l'Héréthie, suggérant que ce dernier est un prince local. Une version moderne théorise qu'Ichkhanik et cet Aboulal sont la même personne, installé pour administrer la région comme un serviteur fidèle de la Géorgie, sans pour autant expliquer la raison de sa disparition entre 951 et 1010.

### Famille
Ichkhanik Soumbatichvili est le fils du roi Adarnassé d'Héréthie et de la reine Dinar Bagration. Le nom de son épouse n'est pas connu, tandis que certains historiens médiévaux géorgiens nomment erronnément Dinar comme son épouse. Il laisse au moins un fils, Jean-Sénéqérim.